# 小行星4269
小行星4269（4269 Bogado）是一颗绕太阳运转的小行星，为主小行星带小行星。该小行星于1974年3月22日发现。

## 轨道参数
小行星4269的轨道半长轴为2.2306447 UA，离心率为0.165。